# Nervilia holochila
Nervilia holochila är en orkidéart som först beskrevs av Ferdinand von Mueller, och fick sitt nu gällande namn av Rudolf Schlechter. Nervilia holochila ingår i släktet Nervilia och familjen orkidéer. Inga underarter finns listade i Catalogue of Life.